# Dulwich
Dulwich è un sobborgo di Londra situato nel quartiere London Borough of Southwark, definito la perla del Sud-Est di Londra. Dulwich, composto da East Dulwich, West Dulwich e Dulwich Village, si trova in una valle tra i quartieri vicini di Camberwell, Crystal Palace, Denmark Hill, Forest Hill, Gipsy Hill, Knights Hill, Herne Hill, Honor Oak, Peckham, Penge, Sydenham Hill, Tulse Hill e West Norwood. Fino al 1889, quando fu creata la contea di Londra, Dulwich apparteneva a Surrey. Dulwich è conosciuto per il Dulwich Picture Gallery, il Dulwich Park e il Dulwich College.

## Monumenti e luoghi d'interesse

### Le terme

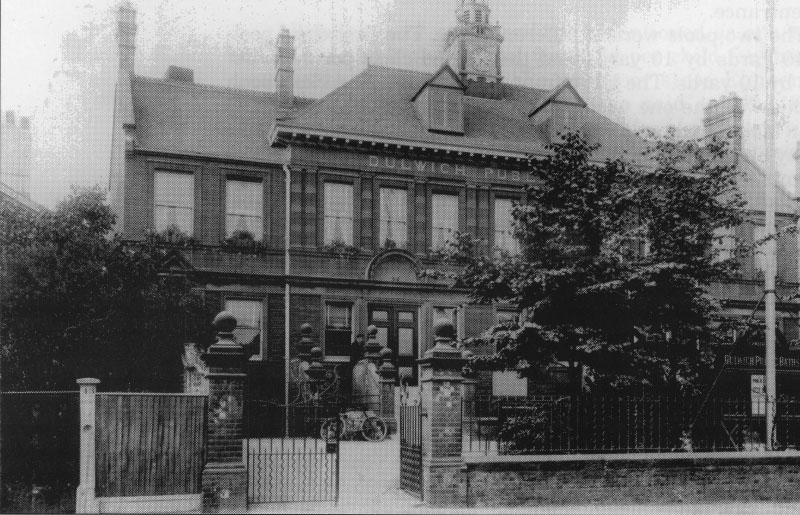
I bagni pubblici di Dulwich in una foto del 1896.

Le Terme furono aperte al pubblico il 25 giugno 1892. A Dulwich fu costruito il primo di sette impianti termali progettati da Henry Spalding e Alfred Cross. La posa della prima pietra avvenne nel settembre 1891 e l'opera fu completata l'anno successivo.